# Aksiomi Kolmogorova
Aksiomi Kolmogorova ili aksiomi vjerojatnosti temelj su suvremene teorije vjerojatnosti koje je uveo čuveni ruski matematičar Andrej Kolmogorov u svojim radovima 1933. godine.
Prvi opis ovih aksioma može se naći u knjizi Opća teorija mjere i teorija vjerojatnosti iz 1929. Četiri godine kasnije, 1933., Kolmogorov je svoje aksiome formalno uveo u djelu Osnove teorije vjerojatnosti.

## Aksiomi
Neka je {\displaystyle (\Omega ,{\mathcal {F}})} izmjeriv prostor. Funkcija {\displaystyle P:{\mathcal {F}}\rightarrow \mathbb {R} } jest vjerojatnost (na {\displaystyle \Omega }, na {\displaystyle {\mathcal {F}}}) ako vrijedi:
- {\displaystyle P(A)\geq 0} za svaki događaj {\displaystyle A\in {\mathcal {F}}} (nenegativnost vjerojatnosti),
- {\displaystyle P(\Omega )=1} (normiranost vjerojatnosti),
- {\displaystyle A_{i}\in {\mathcal {F}}(i\in \mathbb {N} )} i {\displaystyle A_{i}\cap A_{j}=\emptyset } za {\displaystyle i\neq j} povlači {\displaystyle P(\bigcup _{i=1}^{\infty }A_{i})=\sum _{i=1}^{\infty }P(A_{i})} (σ-aditivnost ili prebrojiva aditivnost vjerojatnosti).

Uređena trojka {\displaystyle (\Omega ,{\mathcal {F}},P)} gdje je {\displaystyle {\mathcal {F}}} σ-algebra na nepraznom skupu {\displaystyle \Omega } i {\displaystyle P}
vjerojatnost na {\displaystyle {\mathcal {F}}}, zove se vjerojatnosni prostor. Elemente σ-algebre {\displaystyle {\mathcal {F}}} zovemo događaji, a za {\displaystyle A\in {\mathcal {F}}} broj {\displaystyle P(A)} zovemo vjerojatnost događaja {\displaystyle A}.

## Posljedice
Iz Kolmogorovljevih aksioma slijedi niz korisnih svojstava vjerojatnosti. Dokazi ovih svojstava dobro ilustriraju moć trećega aksioma.

### Monotonost vjerojatnosti
{\displaystyle \quad {\text{ako}}\quad A\subseteq B\quad {\text{tada}}\quad P(A)\leq P(B).}
Ako je A podskup od B, tada je vjerojatnost od A manja ili jednaka od vjerojatnosti od B.

#### Dokaz monotonosti vjerojatnosti
Neka su {\displaystyle E_{1}=A} i {\displaystyle E_{2}=B\setminus A}, gdje je {\displaystyle A\subseteq B} i {\displaystyle E_{i}=\varnothing } za {\displaystyle i\geq 3}. Iz svojstava praznoga skupa ({\displaystyle \varnothing }), lako se vidi da su {\displaystyle E_{i}} u parovima disjunktni i {\displaystyle E_{1}\cup E_{2}\cup \cdots =B}. Dakle, iz trećega aksioma slijedi da je
{\displaystyle P(A)+P(B\setminus A)+\sum _{i=3}^{\infty }P(E_{i})=P(B).}
Po prvome aksiomu, lijeva strana jednakosti je niz nenegativnih realnih brojeva, a kako teži u {\displaystyle P(B)} slijedi {\displaystyle P(A)\leq P(B)} i {\displaystyle P(\varnothing )=0}.

### Vjerojatnost praznog skupa
{\displaystyle P(\varnothing )=0.}
Često, {\displaystyle \varnothing } nije jedini događaj s vjerojatnošću  0.

#### Dokaz vjerojatnosti praznog skupa
{\displaystyle P(\varnothing \cup \varnothing )=P(\varnothing )} jer je {\displaystyle \varnothing \cup \varnothing =\varnothing },
{\displaystyle P(\varnothing )+P(\varnothing )=P(\varnothing )} koristeći treći aksiom na lijevoj strani jednakosti i uzevši u obzir da je {\displaystyle \varnothing } disjunktan sa samim sobom dobije se
{\displaystyle P(\varnothing )=0} oduzimanjem {\displaystyle P(\varnothing )} od obje strane jednadžbe.

### Pravilo komplementa
{\displaystyle P\left(A^{c}\right)=P(\Omega -A)=1-P(A)}

#### Dokaz pravila komplementa
Kako su {\displaystyle A} i {\displaystyle A^{c}} međusobno isključivi i kako je {\displaystyle A\cup A^{c}=\Omega }:
{\displaystyle P(A\cup A^{c})=P(A)+P(A^{c})} (po trećemu aksiomu)
i,      {\displaystyle P(A\cup A^{c})=P(\Omega )=1} (po drugome aksiomu)
{\displaystyle \Rightarrow P(A)+P(A^{c})=1} pa je konačno {\displaystyle P(A^{c})=1-P(A)}.